# Bolesław Baranowski (pilot)
Bolesław Baranowski (ur. 22 lutego 1912, zm. 2 sierpnia 1992) – polski pilot i instruktor szybowcowy.

## Życiorys
Syn Tadeusza (ur. 1884), stomatologa z Drohobycza, i Anny Kłapcowej (1884–1966). Brat Tadeusza jr. (1910–1993), po wojnie profesora biochemii na Uniwersytecie Wrocławskim i rektora tej uczelni, i Andy, po wojnie redaktorki czasopisma „Twórczość”. Ojciec żeglarza, podróżnika i pisarza Krzysztofa Baranowskiego.
W latach 30. XX wieku był kierownikiem sekcji szybowcowej Aeroklubu Lwowskiego oraz zastępcą kierownika Szkoły Szybowcowej w Bezmiechowej. Kierował pierwszym kursem szybowcowym, zorganizowanym dla cudzoziemców (brał w nim udział m.in. ojciec Ernő Rubika, również Ernő). W dniu 7 lipca 1936 roku, podczas IV Krajowych Zawodów Szybowcowych w Ustjanowej, wykonał na szybowcu SG-3 przelot o długości 332 km (w linii prostej), lądując w okolicy Czerniowec (ówczesna Rumunia). Natomiast w lipcu 1937 roku reprezentował Polskę na zawodach rozegranych na górze Wasserkuppe w Niemczech, uznanych później za I Szybowcowe Mistrzostwa Świata. Zajął tam siódme miejsce, najwyższe z Polaków. Był autorem „10 Przykazań Pilota Żaglowego”.
We wrześniu 1939 roku pracował w zakładach PZL w Mielcu. Podczas II wojny światowej przebywał w Kanadzie, pracując w zakładach budujących bombowce Avro Lancaster. Po zakończeniu wojny zamieszkał w Stanach Zjednoczonych. W 1992 roku otrzymał honorowe członkostwo Stowarzyszenia na Rzecz Reaktywowania i Rozwoju Szkoły Szybowcowej w Bezmiechowej.
Pochowany jako Leslie Boleslaw Baranowski na Paran Cemetery w Livingston.

## Ordery i odznaczenia
- Srebrny Krzyż Zasługi (10 listopada 1933)[1]